# Aljona Jewgenjewna Konstantinowa
Aljona Jewgenjewna Konstantinowa (russisch Алёна Евгеньевна Константинова; * 4. Oktober 1990 in Moskau) ist eine russische Schauspielerin.
Konstantinowa wurde im deutschsprachigen Raum durch ihre Rolle der Dasha in dem 2016 veröffentlichten Actionfilm Tschiller: Off Duty bekannt. 

## Filmografie
- 2012: Gq (Kurzfilm)
- 2013: Priwytschka rasstawatsja (Привычка расставаться)
- 2016: Tschiller: Off Duty
- 2016: Obratnaja storona Luny (Обратная сторона Луны, Fernsehserie)
- 2018: Kazhdomu svoyo(Каждому свое)
- 2022: Projekt Gemini (Звездный разум)